# التقسيمات الإدارية في دمشق

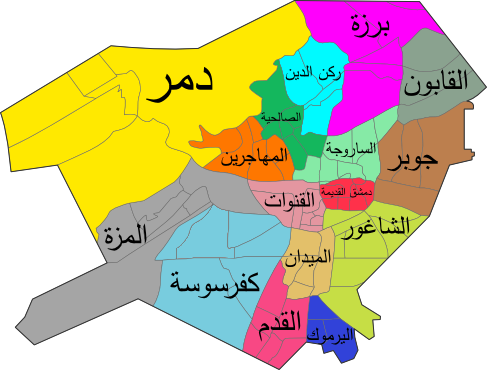
التقسيمات الإدارية الستة عشر لمحافظة دمشق.

التقسيمات الإدارية في دمشق، تقسم محافظة دمشق إلى ستة عشر منطقة لها وضع بلدية، ومن ضمنها المدينة القديمة. تدار من قبل رئيس بلدية منتخب، التي بدورها تقسم إلى 95 حي، يرأس كل منها مختار، وتشارك جميعها في انتخاب مجلس مدينة دمشق. مناطق دمشق الستة عشر هي:

## دمشق القديمة
1. الجورة
2. العمارة الجوانية
3. باب توما
4. القيمرية
5. الحميدية
6. الحريقة
7. الأمين
8. مئذنة الشحم
9. شاغور جواني

## ساروجة
1. سوق ساروجة
2. العقيبة
3. العمارة البرانية
4. مسجد الأقصاب
5. القصاع
6. العدوي
7. القصور
8. فارس الخوري

## القنوات
1. القنوات
2. الحجاز
3. البرامكة
4. باب الجابية
5. باب سريجة
6. السويقة
7. قبر عاتكة
8. المجتهد
9. الأنصاري

## جوبر
1. جوبر الشرقي
2. جوبر الغربي
3. المأمونية
4. الاستقلال

## الميدان
1. ميدان وسطاني
2. الزاهرة
3. الحقلة
4. الدقاق
5. القاعة
6. باب مصلى

## الشاغور
1. شاغور براني
2. باب شرقي
3. ابن عساكر
4. النضال
5. الوحدة
6. بلال
7. روضة الميدان
8. الزهور
9. التضامن
10. القزاز

## القدم
1. السيدة عائشة
2. القدم
3. المصطفى
4. الشريباتي
5. العسالي
6. القدم الشرقي

## كفر سوسة
1. كفرسوسة البلد
2. الإخلاص
3. الواحة
4. الفردوس
5. اللوان

## المزة
1. الربوة
2. المزة القديمة (الشيخ سعد)
3. الجلاء
4. مزة جبل
5. فيلات شرقية
6. فيلات غربية
7. مزة 86
8. مزة بساتين (خلف الرازي)

## دمر
1. مشروع دمر (ضاحية دمر)
2. دمر الشرقية
3. دمر الغربية
4. العرين
5. الورود

## برزة
1. برزة البلد
2. مساكن برزة
3. المنارة
4. العباس
5. النزهة
6. عش الورور

## القابون
1. تشرين
2. القابون
3. المصانع
4. أبو جرش

## ركن الدين
1. أسد الدين
2. النقشبندي (الشيخ خالد)
3. الأيوبية
4. الفيحاء

## الصالحية
1. قاسيون
2. أبو جرش
3. الشيخ محي الدين
4. المدارس
5. المزرعة
6. الشهداء

## المهاجرين
1. شورى
2. المصطبة
3. المرابط
4. الروضة
5. أبو رمانة
6. المالكي
7. الحبوبي

## اليرموك
١. الكرمل